# Grand Bal de l'Europe
Pour les articles homonymes, voir Le Grand Bal.
Le Grand Bal de l'Europe (appelé au pluriel Grands Bals de l'Europe avant 2017) est un festival de danse traditionnelle qui se tient chaque année dans le hameau des Gauthiers, situé sur la commune de Gennetines, dans le département français de l'Allier, à environ 10 kilomètres au nord-est de Moulins.
Durant deux semaines, huit parquets sont installés sur une propriété agricole située près du bourg de Gennetines, sur lesquels se produisent successivement de nombreux groupes de musique traditionnelle français et européens, proposant ateliers d'initiation et perfectionnement aux danses traditionnelles toute la journée et des bals tard dans la nuit.
En 2025, un collectif d'habitants de la commune a manifesté devant l'entrée du bal en raison des nuisances sonores, bloquant pendant quelques heures l'accès aux visiteurs.
Le festival est organisé par l'Association Européenne des Amoureux de Danses Traditionnelles (AEADT), qui rassemble 5 327 adhérents en 2017.

## Historique
La première édition du Grand Bal se tint en 1990. Chaque année, cet événement vit son audience augmenter et le site de Gennetines finit par arriver à saturation en 2005 ; l'association décida de l'organiser en parallèle sur un second site à Saint-Gervais-d'Auvergne début août. Le Grand Bal passa au pluriel.
En 2016, la croissance du festival continue, avec 2 000 personnes à Gennetines et 3 000 à Saint-Gervais, finit par dépasser les capacités logistiques et humaines de l'AEADT. L'équipe organisatrice prit la décision de recentrer l'ensemble du Grand Bal de l'Europe sur le site de Gennetines, sur une durée étendue à quinze jours, et d'abandonner celui de Saint-Gervais. Un autre collectif organise néanmoins à partir de 2017 un nouveau festival de danse à Saint-Gervais pour compenser le départ de l'AEADT, Comboros.

## Cinéma
La réalisatrice d'origine bourbonnaise Laetitia Carton tourne un documentaire consacré au bal lors de l'édition 2016, intitulé Le Grand Bal et soutenu par un financement participatif. La sortie du film au cinéma est ensuite envisagée,, et intervient à l'échelle nationale le 31 octobre 2018.